# Ānanda (induismo)
Presso la religione induista, Ānanda  è un termine sanscrito che letteralmente significa "beatitudine"; esso indica un tipo di godimento spirituale e trascendente, non paragonabile alle gioie transitorie del mondo fenomenico.
Spesso ci si riferisce ad Ānanda come a quello stato di profonda, imperturbabile "gioia beata" che si raggiunge negli stadi più elevati della meditazione (Dhyāna), gioia che scaturisce dal Samādhi, cioè dalla fusione estatica del meditante con l'oggetto meditato.